# Pimoa yadong
Pimoa yadong es una especie de araña del género Pimoa, familia Pimoidae. Fue descrita científicamente por Zhang & Li, 2020.
Habita en China. El holotipo masculino mide 8,46 mm y el paratipo femenino 11,86 mm.